# Eyehategod
Eyehategod (созвучие с I Hate God - Я ненавижу Бога) — американская сладж-метал-группа из города Нового Орлеана, сформированная в 1988 году. Они стали одной из наиболее важных групп, вышедших из Ново-Орлеанской метал сцены. На протяжении многих лет их основной состав оставался неизменным, за исключением басиста, на месте которого играли несколько музыкантов, и смерти барабанщика Джоуи Лакейза в 2013 году. По состоянию на 2021 год группа выпустила семь студийных альбомов.
Влияние группы на других музыкантов велико по сравнению с собственным коммерческим успехом. Помимо более популярных на международном уровне Crowbar или Down, группа считается значительной величиной метал-сцены Нового Орлеана, несмотря на меньший международный успех. Музыка Eyehategod сочетает в себе влияния хардкор-панка, индастриала и дум-метала. Тяжёлые, расстроенные и «блюзовые» гитарные риффы доминируют в дискографии группы; характерным для Eyehategod является частое использование фидбэка гитар, а также непонятно-гортанное крикливое пение вокалиста Майка Уильямса с лирическими темами, сосредоточенными вокруг злоупотребления психоактивными веществами, чтобы создать резкую мизантропическую атмосферу. Художественная концепция группы ориентирована на панк и индастриал. С их смешением стилей группа считается основателем сладж-метала. Кроме того, из-за приёма своего второго студийного альбома Take as Needed for Pain группа считается той, для которой было придумано название стиля «сладж». Ключевое влияние на звук группы оказали такие группы как Melvins, Confessor, Carnivore, Saint Vitus, Corrosion of Conformity, Celtic Frost, The Obsessed, Black Flag, Discharge и Black Sabbath.
Работа группы была тесно связана с злоупотреблением наркотиками. События вокруг урагана Катрина считаются цезурой в истории группы. Последствия урагана особым образом повлияли на жизнь членов группы. В частности, изъятие наркотиков у Уильямса было прервано, после чего он нарушил свои условно-досрочные освобождения и был заключён в тюрьму.

## История

### Intellectual Convulsion
В первый год группы состав группы Eyehategod, куда входили члены свободных неформальных объединений различных музыкантов, объединялись чтобы «поджеммить» в течение неопределенного периода времени. Только благодаря стремлению гитариста Джимми Бауэра в период с 1988 по 1989 год сформировался постоянный состав. Его первыми членами группы были Марк Шульц в качестве гитариста, Крис Хиллард в качестве вокалиста, Кевин Нунан в качестве басиста и Джо Фазцио в качестве барабанщика. После нескольких месяцев творческой деятельности Хиллард, Нунан и Фазцио ушли из группы и были заменены Джоуи Лакейзом, Майком Уильямсом и Стивом Дейлом. В этом первом стабильном созвездии группа впервые выступила в Сторивилл-джаз-холле Нового Орлеана. Этот первый концерт Eyehategod 30 июня 1989 года совместно с группой Soilent Green, где хэдлайнеры были Exhorder, прошёл неудачно: выступление Eyehategod было плохо принято зрителями и закончилось тем, что Уильямс оскорбил публику В том же году Eyehategod записали две демозаписи — Garden Dwarf Woman Driver и Lack of Almost Everything, распространили их лично и отправил их различным звукозаписывающим компаниям. Французский инди-лейбл Intellectual Convulsion ответил им и подписал контракт на альбом. Дебютная работа группы In the Name of Suffering был записан в небольшой студии в городе Кеннер, штат Луизиана, без продюсеров или профессиональных звукоинженеров, только с сотрудниками непосредственно самой студии. Intellectual Convulsion предоставил группе сумму в размере 1000 долларов США. С 800 долларов группа заплатила студии и звукоинженерам. На оставшиеся 200 долларов Eyehategod купили себе алкоголь и марихуану Лейбл выпустил около 1500—2000 экземпляров дебюта группы, сыгранного в 1990 году из-за небольшого аванса на неполных и частично сломанных инструментах и без профессиональной помощи. В 1992 году Intellectual Convulsion был вынужден подать заявление о банкротстве.

### Century Media
Тем не менее, Eyehategod подписали контракт с лейблом Century Media Records на запись шести альбомов в том же году. Century Media переиздала In the Name of Suffering через год 1 сентября. В декабре 1992 года группа выпустила второй студийный альбом Take as Needed for Pain, с которым она обрела популярность и повлияла на многие последующие группы. С лейблом, однако, возник продолжающийся конфликт из-за отсутствия маркетинговых возможностей и низкого коммерческого успеха экстремальной музыки, который в конечном итоге привёл к тому, что Eyehategod должен был записать уже третий студийный альбом Dopesick без какой-либо финансовой поддержки со стороны продюсерской компании. Во время записи Dopesick произошёл инцидент связанный с самоистязанием и сатанинскими ритуалами, который освещался прессой и поклонниками группы. Однако гитарист Джимми Бауэр описывает инцидент как менее спорный: 

Мы хотели использовать эффект разбитого стекла на фоне в некоторых песнях. Майк запел в затемнённой комнате, окружив себя пустыми бутылками. В какой-то момент он перестал петь, порезал себе руку и истек кровью как свинья. Вдруг он начал размазывать слова «свинья» и «сатана» по стенам своей кровью. Но Билли Андерсон (из группы Neurosis) нашёл это совсем не забавным и распустил нас. Когда на следующее утро мы пришли в студию, служба уборки уже давно удалила всё. Так что это не имеет большого значения.— Джимми Бауэр в своём интервью
В 1998 году Eyehategod распалась после того, как вокалисту Майку Уильямсу пришлось прервать продолжающийся тур из-за проблем со здоровьем и личными проблемами, которые были в основном вызваны его наркозависимостью. Уильямс позже объяснил, что их распад должен был послужить в основном регулированию этих самых трудностей. В 1999 году группа решила снова отправиться в европейское турне и записать ещё один альбом. После того, как группа объявила о своём воссоединении, Century Media выпустила без согласия самой группы сборник Southern Discomfort в январе 2000 года, который содержал разные демозаписи группы периода Take as Needed for Pain. Джимми Бауэр объяснил публикацию компиляции в интервью интернет-журналу Lärmbelästigung.net как «признак жизни, что [группа] возвращается до того, как вышел альбом Confederacy of Ruined Lives».
Eyehategod выпустила свой последний полноформатный студийный альбом Confederacy of Ruined Lives в 2000 году. В 2001 году группа расстались со своим басистом Дэнни Ником и на его замену взяли Гэри Мадера, который уже играл ранее с группой в японском турне после двух концертов в Новом Орлеане. 29 сентября вышел концертный альбом 10 Years of Abuse (and Still Broke). В мае 2001 года Eyehategod подписал контракт с Century Media.

### Ураган Катрина
27 мая 2005 года группа через лейбл Emetic Records выпустила сборник раритетных записей под названием Preaching the “End-Time” Message с тремя демозаписями новых песен, а после отправилась гастролировала в Америке до июля 2005 года. После этого гитарист Брайан Паттон отправился на гастроли с Soilent Green. Джимми Бауэр планировал разработать новый материал с группой Down и в августе встретился с членами группы Пеппер Кинан, Кирком Виндштейном и Филом Ансельмо Однако Бауэр также объявил о деятельности по написанию песен для Eyehategod
29 августа 2005 года ураган Катрина поразил Новый Орлеан. Воздействие на город и его жителей было разрушительным. Таким образом, ураган привёл к катастрофическим последствиям у некоторых членов группы, которые часто обсуждались в приёмной группы.
Гитарист Брайан Паттон в это время гастролировал со своей группой Soilent Green, поэтому он лично был избавлен от катастрофы. Тем не менее, в интервью для Metal Centre он подчеркнул, что каждый в Новом Орлеане многое потерял. Бывший солист группы Soilent Green и давний друг Паттона, Гленн Рэмбо, стал жертвой урагана и его последствий.
Басист Гэри Мадер со своей женой, жившие на Канал-стрит до катастрофы, бежали из города — их финансово поддерживал журналист Энди Каппер. В декабре 2005 года Мадер заявил, что большая часть его жилого дома разрушена. В марте 2006 года он сообщил, что он с женой пробыл пять месяцев без постоянного места жительства, полагался только на помощь своих друзей и родственников.

## Дискография

### Студийные альбомы
- In the Name of Suffering (1992)
- Take as Needed for Pain (1993)
- Dopesick (1996)
- Confederacy of Ruined Lives (2000)
- Eyehategod (2014)
- A History of Nomadic Behavior (2021)

## Участники

### Текущий состав
- Майк Уильямс — вокал (1988 — настоящее)
- Джимми Бауэр — гитара (1988 — настоящее)
- Гэри Мадера — бас-гитара (2002 — настоящее)
- Аарон Хилл — ударные (2013 — настоящее)[17]

### Бывшие участники
- Брайан Паттон — гитара (1993—2018)
- Джоуи Лакейз — ударные (1988—2013) Скончался 23 августа 2013 года[18]
- Стив Дейл — бас-гитара (1988—1992)
- Марк Шульц — бас-гитара (1992—1995)
- Винс Леблан — бас-гитара (1996—1999)
- Дэниел Ник — бас-гитара (2000—2002)